# Marseille
Marseille (på provençalska Marselha eller Marsiho) är Frankrikes näst största stad. Kommunen Marseille har 868 277 invånare. Storstadsområdet är med sina 1 873 707 invånare landets tredje folkrikaste, efter Paris och Lyon. Den ligger i departementet Bouches-du-Rhône, Provence, i sydöstra Frankrike och är huvudstad för regionen Provence-Alpes-Côte d'Azur. Den grundades under namnet Massalia / Μασσαλία av grekiska kolonisatörer från Fokaia (Jonien) på 600-talet f.Kr., och är därmed Frankrikes äldsta stad men även en av Europas äldsta städer. Marseille har medelhavsklimat och här ligger Frankrikes största och Medelhavets näst största hamn för civilt ändamål, med färjetrafik till Nordafrika, Italien och Spanien. Staden är bland annat känd för sin tvål, Savon de Marseille, som tillverkades redan för mer än 600 år sedan. Invånarna kallas Marseillais.

## Historia

### Forntiden till romartiden

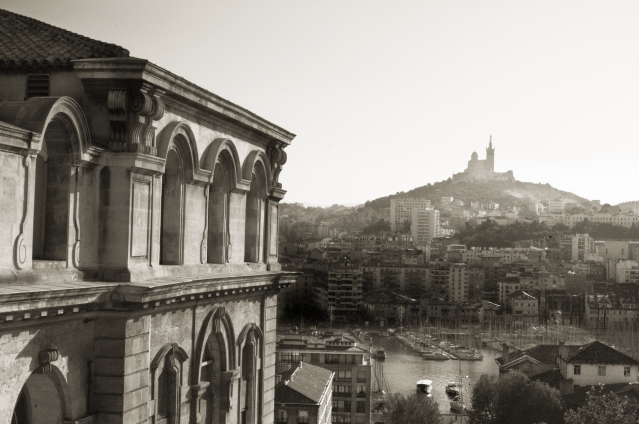

Det har bott människor i och omkring Marseille i 30 000 år. I undervattensgrottor utanför Marseille har man funnit grottmålningar från paleolitikum, mellan 21 000 och 29 000 år gamla, och vid utgrävningar under järnvägsstationen fann man neolitiska bosättningar från cirka 6 000 f.Kr.
Greker från Fokaia i Jonien grundade staden under namnet Massalia (Μασσαλία) på 600-talet f.Kr. Enligt en legend hade en man vid namn Protis som uppgift att söka en västlig handelspost för Fokaia. Under sitt sökande fann han medelhavsviken Lacydon, som skyddas av två uddar med höga klippor och försörjs med färskvatten av en bergsbäck. Protis blev inbjuden till den lokala liguriska hövdingen, som höll en stor fest för att gifta bort sin dotter Gyptis till en av de inbjudna friarna. I slutet av festen erbjöd Gyptis en bägare med vin till Protis, symbolen för hans slutgiltiga val. Efter bröllopet slog sig paret ner strax norr om Lacydonviken (nuvarande Gamla hamnen), och från den gården utvecklades Massalia.
Staden blev snart en stor handelspunkt, och grekernas hamn var helt exceptionell. Den grekiske upptäcktsresanden Pytheas hade Massalia som hemmahamn.
Massalia var en av de första grekiska hamnarna i Västeuropa som översteg 1 000 invånare och den första staden i Frankrike som fick stadsrättigheter. När Massalia ställdes inför en motståndare bestående av en allians mellan kelter, kartager och etrusker lierade staden sig med romarriket. Förutom att det gav ett förebyggande beskydd åt staden öppnades också romarrikets marknader för Massalias invånare. En blomstringsperiod inleddes eftersom staden fungerade som en länk mellan Galliens inland och romarriket. Massalia var självständigt fram till Caesars inbördeskrig, då man ställde sig på den förlorande sidan med Pompejus och optimaterna mot Julius Caesar. Avgörande var en belägring som Caesartrogna trupper gjorde samtidigt som Massalia förlorade ett viktigt sjöslag. Under romarrikets inflytande ändrades namnet till Massilia. 
Kristendomen kom tidigt till Marseille, vilket visas av katakomber och dokumenterade martyrer. Enligt en tradition var det Maria från Magdala som omvände Marseille, och hela Provence, efter att mirakulöst ha färdats med båt över Medelhavet. Båten gick enligt samma tradition i land vid Saintes-Maries-de-la-Mer, och tillsammans med Maria från Magdala var hennes bror Lasarus samt bland andra Maria Salome, Maria Klopas och Svarta Sara.

### Medeltiden och renässansen

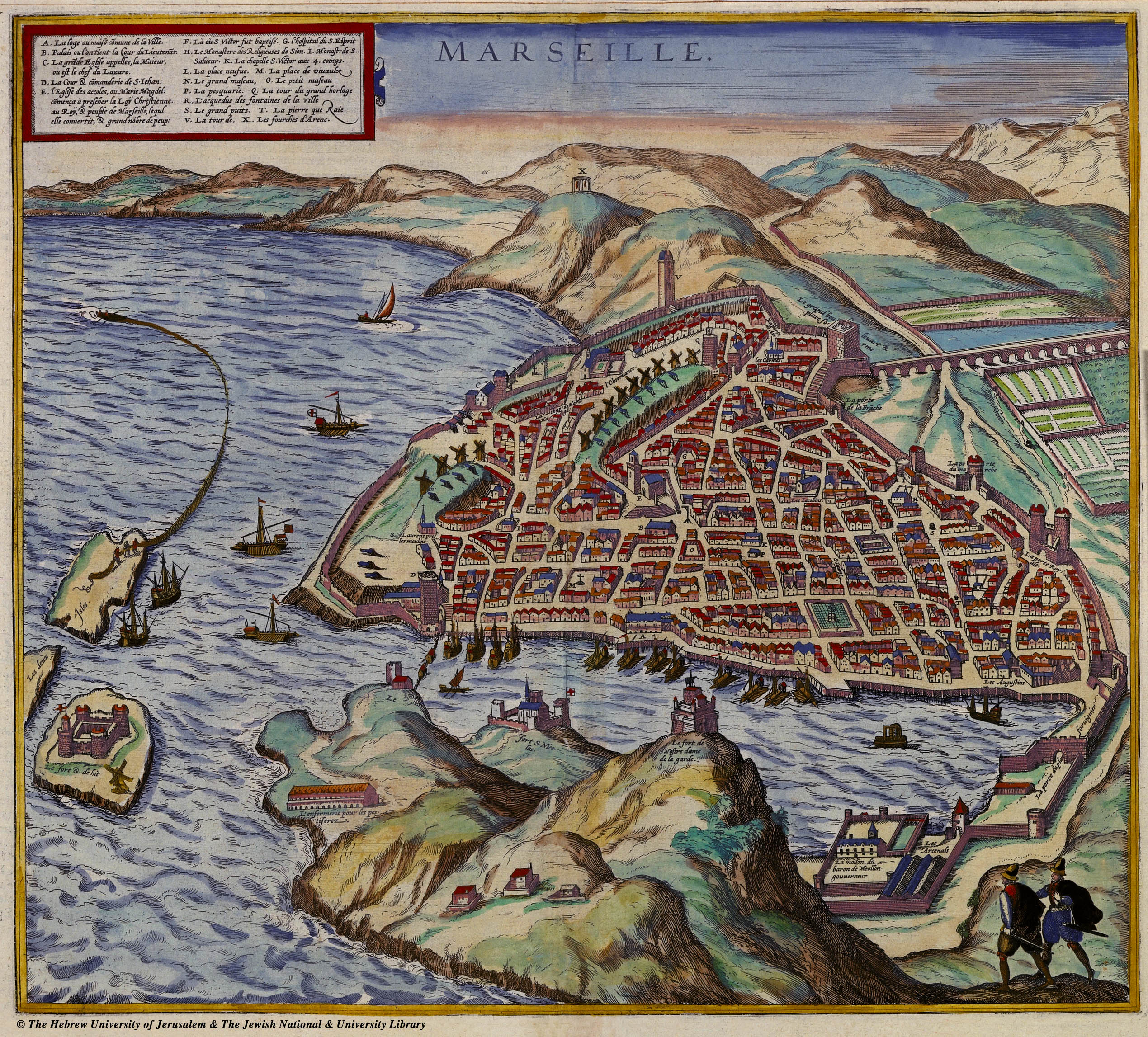
Marseille, 1575.

Efter romarrikets fall föll staden i händerna på visigoterna. De frankiska kungarna intog den på 600-talet, och staden fortsatte vara en frankisk hamn och handelsstad fram till medeltiden. Staden återtog en stor del av sin betydelse och sitt välstånd under grevarna av Provence från 1000-talet. Staden uppnådde år 1218 självstyre och revolterade 1262 mot huset Anjou. Revolten slogs ner av Karl I av Anjou.
År 1347 kom pesten till Frankrike. Pesten sades komma från Marseilles hamn, och den fortsatte härifrån upp genom Frankrike. Pesten fortsatte att slå till mot staden fram till 1361, vilket gjorde att den decimerades både till folkmängd och välstånd. I slutet av 1200-talet hade Marseille 25 000 invånare, och 15 000 dog i pesten. Aragonien plundrade och skövlade staden 1423.
Marseilles befolkning och status som handelshamn hämtade sig snart. Greven av Provence, René av Anjou gjorde staden till den näst bäst befästa staden i Frankrike efter Paris. Han gav också staden stadsprivilegier och initierade dess fiskerikorporation. René av Anjou använde Marseille som strategisk bas för att återerövra Sicilien.
Marseille förenades med Provence år 1481 och blev efterföljande år en del av Frankrike. Frans I besökte staden i början av 1500-talet, för att titta på en noshörning som strandat på ön If. Noshörningen var en gåva från Portugal till Vatikanen men den hade tillfälligt satts i land på ön. Det blev startskottet till att befästa ön och Château d'If byggdes.
I mitten på 1500-talet var Marseille flottbas för den fransk-osmanska alliansen, och i slutet på århundradet bröt pesten ut igen, vilket ledde till grundandet av sjukhuset Hôtel-Dieu de Marseille. Ytterligare ett århundrade senare byggdes forten Saint-Jean och Saint-Nicholas, komplett med örlogsbas och flotta, efter att Ludvig XIV slagit ner ett uppror mot guvernören.

### 1700- och 1800-talet
Staden fortsatte befästas och behöll sin ställning som Frankrikes främsta örlogsbas i Medelhavet. År 1720 drabbades Marseille av pesten för sista gången. 100 000 människor dog i Marseille och dess omgivningar. Franska revolutionen stöddes och 500 frivilliga skickades upp till Paris för att försvara revolutionsregeringen. Under sin marsch till Paris sjöng man den av Claude Joseph Rouget de Lisle nykomponerade sången Marseljäsen, ungefär Marseillesången. Marseljäsen blev sedermera Frankrikes nationalsång.
Under 1800-talet tog Marseille del av den industriella revolutionen. Frankrike utökades som kolonialmakt, och särskilt erövringen av Algeriet stimulerade sjöfarten tillsammans med öppnandet av Suezkanalen 1869.

### 1900-talet

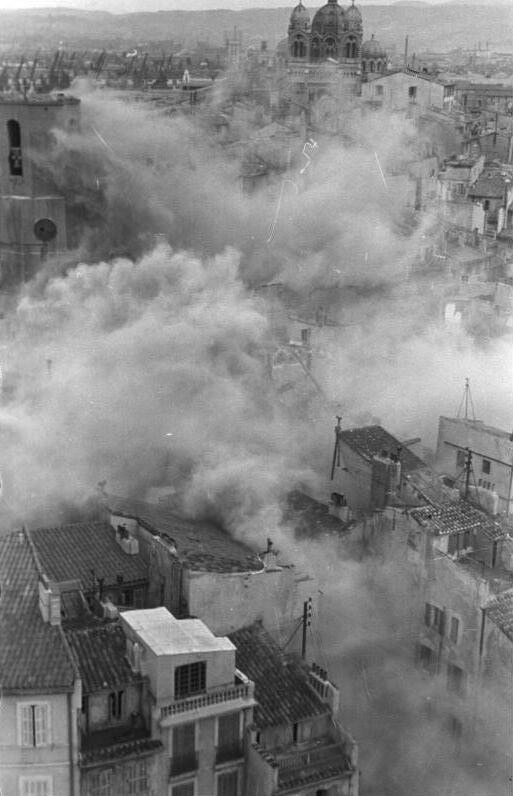
Flera kvarter av Gamla hamnen ('Vieux-Port) sprängs under Räden i Marseille 1943.

Under första decennierna av 1900-talet firade Marseille sin ställning som "imperiets hamn" med utställningarna 1906 och 1922. Järnvägsstationen, med sin monumentala trappa som hyllar koloniseringen, är från den tiden. Alexander I av Jugoslavien mördades 1934 när han kom till Marseille för att möta den franska utrikesministern.
Under andra världskriget förstördes stora delar av staden av bombräder. Först bombades staden av tyska och italienska trupper 1940, därefter ödelades ett stort område i Gamla hamnen (Vieux-Port) under den tyska ockupationen, november 1942 - augusti 1944 (se Räden i Marseille 1943). 1944 bombades Marseille av allierade trupper för att förbereda befrielsen av Frankrike. Östtyskland, Västtyskland och Italien betalade stora summor i skadestånd till återuppbyggandet av Marseille efter kriget. Från 1950-talet och framåt fungerar staden som entré för över en miljon immigranter till Frankrike. Från 1962 ökade antalet immigranter från det nyligen självständiga Algeriet, inklusive 150 000 återvändande bosättare, Pied-Noir, svartfötter.
Efter oljekrisen 1973 och den följande konjunkturnedgången ökade fattigdomen och brottsligheten. Sedan 1990-talet har detta framgångsrikt bekämpats bland annat med stöd från EU och strukturella ombildningar från industri till tjänstesektorn.
Vid utgrävningar efter krigen upptäckte man mellan Quai du Port och Rue Casserie spår av den gamla hamnen, dockor och en teater.

## Geografi

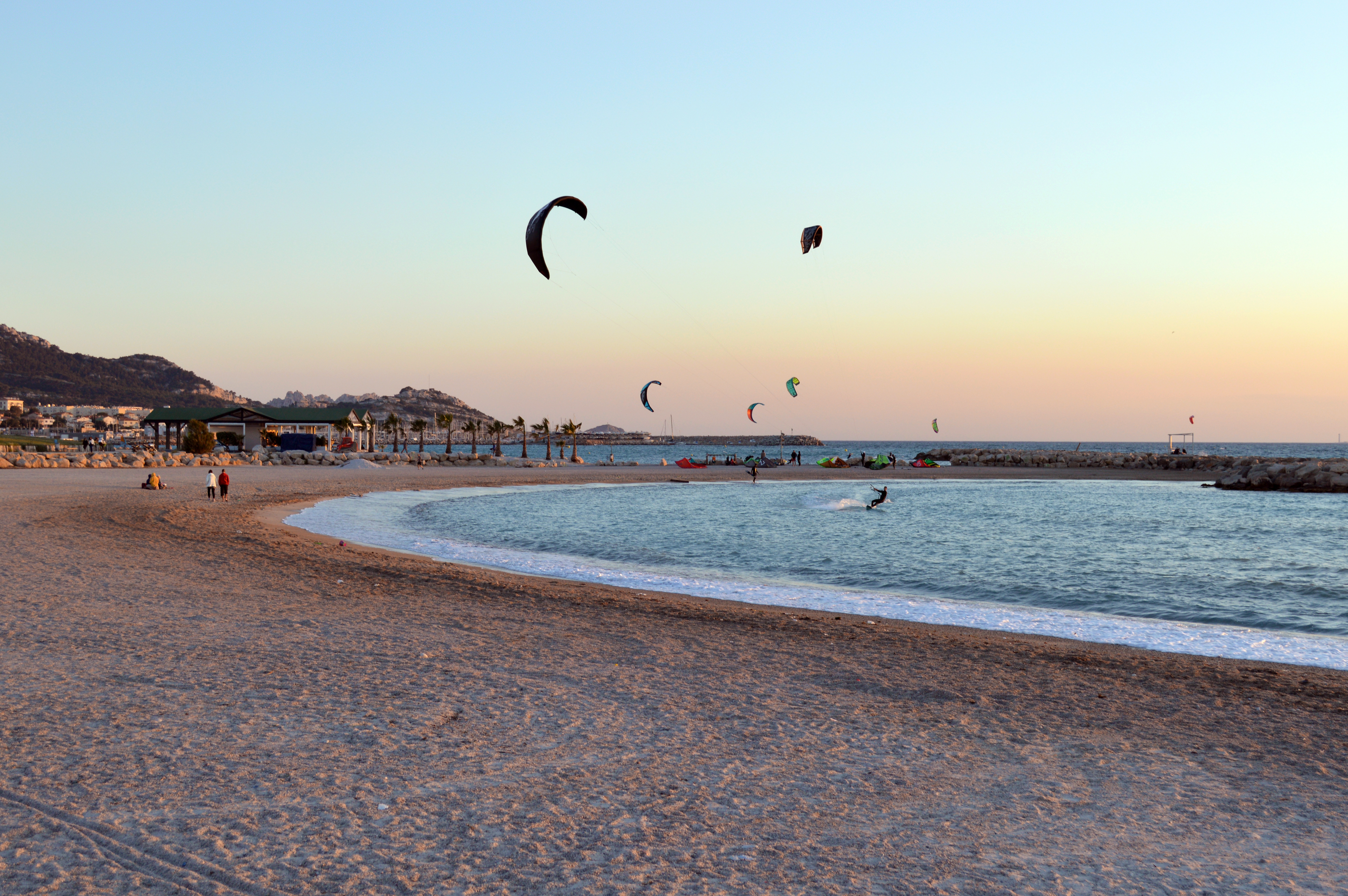
Kitesurfare på Prados stränder.

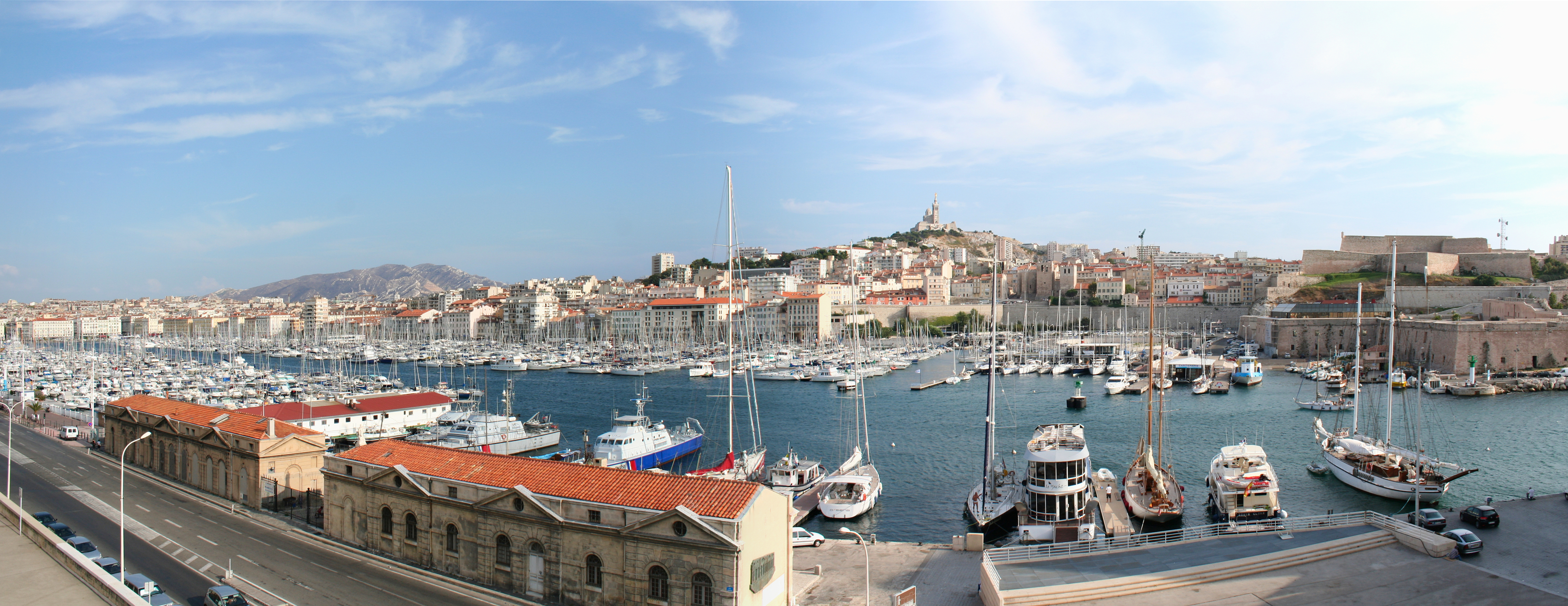
Den gamla hamnen med basilikan Notre-Dame de la Garde på sin kulle i bakgrunden.

Öster om Marseille, från den lilla fiskebyn Callelongue ligger Calanquerna, ett fjordsystem längs en taggig kustremsa. Det sträcker sig fram till Cassis och rivieran. Ytterligare österut ligger bergsryggen Saint-Baume. Norr om Marseille, efter de lägre bergen Garlaban och Etoile ligger berget Mont Sainte-Victoire. Västerut slutar Marseille i den före detta fiske- och konstnärsbyn l'Estaque. Nordväst om staden, vid Marignane, ligger stadens flygplats. Ännu längre västerut breder låglandskapet Camargue ut sig i Rhônedeltat.
Stadens huvudgata är den breda avenyn Canebière. Det är den gamla repslagargatan och ordet är besläktat med latinets cannabis (provensalska: canebe) eftersom repen gjordes av hampaplantan. Canebière sträcker sig österut från den Gamla hamnen (Vieux-Port), till Réformés-kvarteren. Huvudstråket för shopping korsar Canebière vid gågatan Rue St Ferréol, och i närheten ligger även köpcentrumet Centre Bourse. Norr om Gamla hamnen ligger den nya kommersiella hamnen i stadsdelen La Joliette, öster om denna ligger gentrifierade områden uppbyggda i gamla hamnmagasin. Söder om Gamla hamnen ligger kullarna i sjunde arrondissementet som domineras av kyrkan Notre-Dame-de-la-Garde och ytterligare söderut Borely-parken. Marseille omgärdas av förortsområden med massproducerade hyreshus. Inloppet till Gamla hamnen flankeras av två fort; Saint-Nicolas på den södra sidan och Saint-Jean på den norra. Längre ut i Marseillebukten ligger ögruppen Frioulöarna som består av fyra öar. En av dessa är fängelseön If, på vilken fästningen Château d'If ligger.

### Klimat
Marseille har medelhavsklimat med milda våta vintrar och heta torra somrar. Det är kallast i januari och februari med dygnsmedeltemperaturer på 7–8 °C. I juli och augusti är det varmast, och då är dygnsmedeltemperaturen runt 24 °C. Marseille, liksom resten av Provence, är känt för sina mistralvindar som byggs upp i Rhônedalen. Det är en stark vind som drar med sig kylig luft från Alperna och som är vanligast på vintern och våren. Mindre vanlig är siroccovinden, som är en varm vind från Saharaöknen från vilken den också tar med sig sand.

## Administrativ indelning

Marseilles sektorer (I–VIII) och arrondissement (1–16).

Marseille är tillsammans med Paris och Lyon en av tre kommuner i Frankrike som politiskt och administrativt underindelas i kommunala stadsdelsområden, kallade arrondissements municipaux (ej att förväxla med arrondissements départementaux som normalt betecknar ett större administrativt område där flera kommuner ingår).
Marseille indelas sedan den senaste stora administrativa reformen 1987 primärt i 8 secteurs, sektorer, med vardera två arrondissements, totalt 16 stycken. Sektorerna fungerar som stadsdelsområden, har var sin borgmästare och har huvudansvaret för kommunal service till invånarna i respektive sektor. Sektorerna är dock inte någon självständig juridisk person utan har sitt ansvar delegerat från Marseilles kommun. Arrondissementen utgör den tidigare administrativa indelningen som inrättades 1946 och har sedan sammanslagningen till sektorer 1964, med omdragna gränser 1983 och 1987, ingen självständig politisk funktion; arrondissementen används dock bland annat som bas för postnummerindelningen och som vardaglig benämning på stadsdelar. Postnumren följer mönstret 130XX där XX är arrondissmentets nummer.
Stadens arrondissement underindelas i statistiska sammanhang även i 111 quartiers, kvarter, med officiella kvartersnamn som ofta används i vardagligt tal men inte alltid följer det inofficiella språkbruket. Vissa områden som exempelvis den äldsta stadsdelen Le Panier har väletablerade namn som inte direkt motsvarar den administrativa indelningen.
Marseille underindelas politiskt även i 25 cantons, kantoner, som utgör valkretsar till stadens 25 mandat i departementsförsamlingen i Bouches-du-Rhône.

### Sektorer och arrondissement
| Insee-nummer | Postnummer | Arrondissement        | Sektor         | Befolkning (1 jan 2007) | Yta (ha) | Administrativa kvarter |
| ------------ | ---------- | --------------------- | -------------- | ----------------------- | -------- | --- |
| 13201        | 13001      | 1:a arrondissementet  | I:a sektorn    | 40 919                  | 177,8    | Belsunce, Le Chapitre, Noailles, Opéra, Saint-Charles, Thiers                                                                             |
| 13207        | 13007      | 7:e arrondissementet  | I:a sektorn    | 35 981                  | 569,1    | Bompard, Endoume, Les Îles, Le Pharo, Le Roucas Blanc, Saint-Lambert, Saint-Victor                                                        |
| 13202        | 13002      | 2:a arrondissementet  | II:a sektorn   | 25 779                  | 504      | Arenc, Les Grands-Carmes, Hôtel-de-Ville, La Joliette                                                                                     |
| 13203        | 13003      | 3:e arrondissementet  | II:a sektorn   | 45 414                  | 260      | Belle de Mai, Saint-Lazare, Saint-Mauront, La Villette                                                                                    |
| 13204        | 13004      | 4:e arrondissementet  | III:e sektorn  | 47 193                  | 290      | La Blancarde, Les Chartreux, Chutes-Lavie, Cinq Avenues                                                                                   |
| 13205        | 13005      | 5:e arrondissementet  | III:e sektorn  | 44 583                  | 224      | Baille, Le Camas, La Conception, Saint-Pierre                                                                                             |
| 13206        | 13006      | 6:e arrondissementet  | IV:e sektorn   | 43 360                  | 210      | Castellane, Lodi, Notre Dame du Mont, Palais de Justice, Préfecture, Vauban                                                               |
| 13208        | 13008      | 8:e arrondissementet  | IV:e sektorn   | 78 837                  | 1 855    | Bonneveine, Les Goudes, Montredon, Perier, La Plage, La Pointe Rouge, Le Rouet, Sainte-Anne, Saint-Giniez, Vieille Chapelle               |
| 13209        | 13009      | 9:e arrondissementet  | V:e sektorn    | 76 868                  | 6 324    | Les Baumettes, Le Cabot, Carpiagne, Mazargues, La Panouse, Le Redon, Sainte-Marguerite, Sormiou, Vaufrèges                                |
| 13210        | 13010      | 10:e arrondissementet | V:e sektorn    | 51 299                  | 1 084    | La Capelette, Menpenti, Pont-de-Vivaux, Saint-Loup, Saint-Tronc, La Timone                                                                |
| 13211        | 13011      | 11:e arrondissementet | VI:e sektorn   | 56 792                  | 2 986    | Les Accates, La Barasse, Les Camoins, Éoures, La Millière, La Pomme, Saint-Marcel, Saint-Menet, La Treille, La Valbarelle, La Valentine   |
| 13212        | 13012      | 12:e arrondissementet | VI:e sektorn   | 58 734                  | 1 400    | Les Caillols, La Fourragère, Montolivet, Saint-Barnabé, Saint-Jean du Désert, Saint-Julien, Les Trois-Lucs                                |
| 13213        | 13013      | 13:e arrondissementet | VII:e sektorn  | 89 316                  | 2 808,1  | Château Gombert, La Croix-Rouge, Malpassé, Les Médecins, Les Mourets, Les Olives, Palama, La Rose, Saint-Jérôme, Saint-Just, Saint-Mitre  |
| 13214        | 13014      | 14:e arrondissementet | VII:e sektorn  | 61 920                  | 1 639,3  | Les Arnavaux, Bon Secours, Le Canet, Le Merlan, Saint-Barthélemy, Sainte-Marthe, Saint-Joseph                                             |
| 13215        | 13015      | 15:e arrondissementet | VIII:e sektorn | 77 770                  | 1 690    | Les Aygalades, Borel, La Cabucelle, La Calade, Les Crottes, La Delorme, Notre-Dame Limite, Saint-Antoine, Saint-Louis, Verduron, La Viste |
| 13216        | 13016      | 16:e arrondissementet | VIII:e sektorn | 17 630                  | 1 630    | L'Estaque, Les Riaux, Saint-André, Saint-Henri                                                                                            |

## Demografi

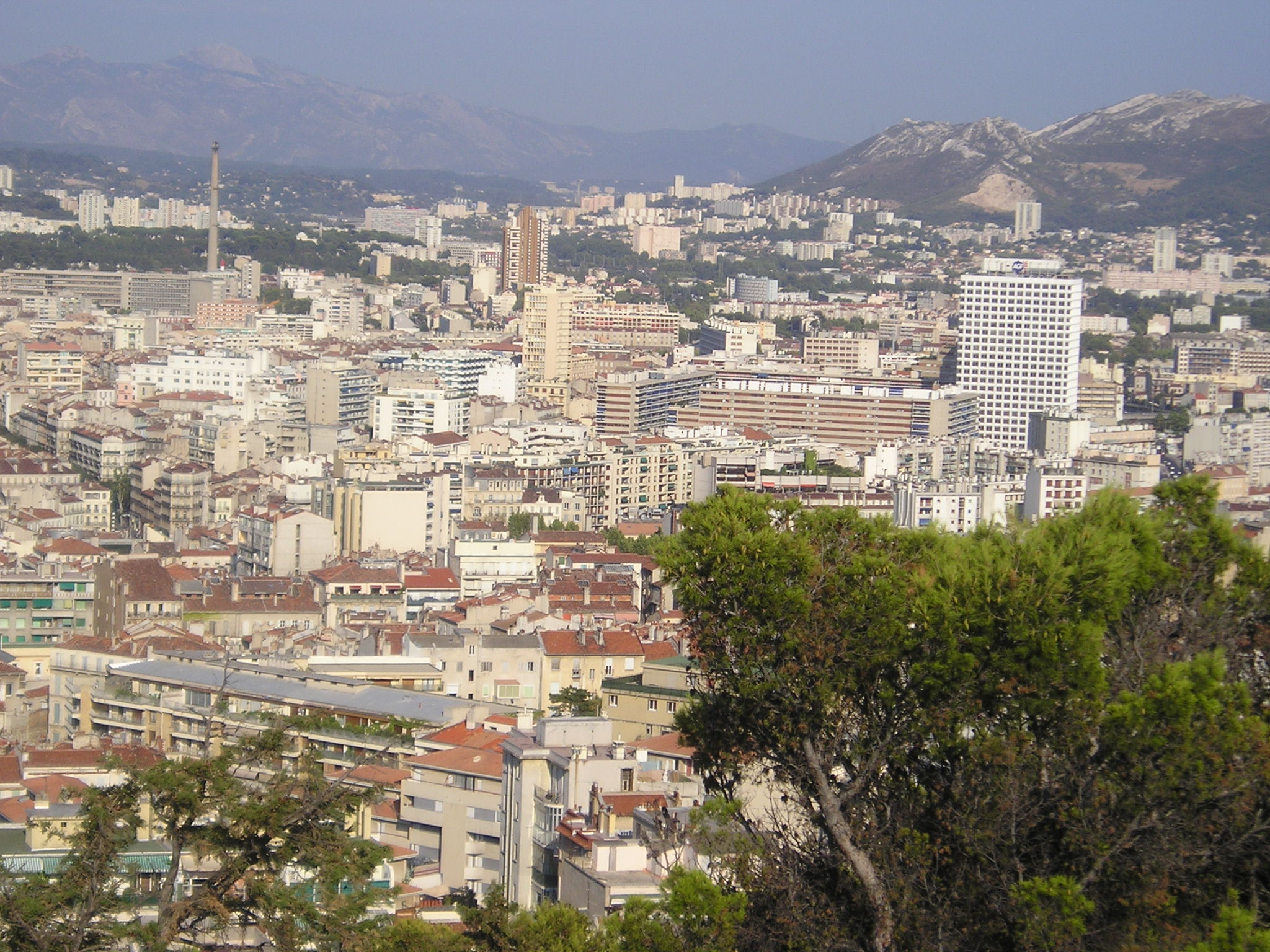
Marseille

En stor andel av Marseilles invånare härstammar från vågorna av immigranter som anlände till hamnen under det tidiga 1800-talet. Många av invånarna har rötter i Armenien, Spanien, Italien, Grekland, Ryssland eller Nordafrika. Inofficiell statistik säger att uppskattningsvis en fjärdedel av invånarna har nordafrikanskt ursprung, främst från Algeriet och Marocko.[källa behövs] Det judiska samhället sägs också vara det tredje största i Europa.[källa behövs]
Antalet invånare i kommunen Marseille
| Referens: INSEE |

## Transport
Marseille har en tunnelbana, Marseilles tunnelbana, som består av två linjer representerade av färgerna orange och blått. Linje ett (blå) mellan Catellane och La Rose öppnade 1977 och linje två (orange) mellan Sainte-Marguerite/Dromel och Bougainville öppnade mellan 1984 och 1987. En utbyggnad för linje ett från Castellane till La Timone var färdig 1992 och en förlängning från La Timone till La Fourragère öppnade i maj 2010. Tunnelbanan går mellan klockan 6.00 och 21.00.
Det finns också ett stort bussnät, som sammankopplar staden med förorterna, och ett spårvagnsnät (sedan 2007) i de centrala och sydöstra stadsdelarna.
Staden har en internationell flygplats, Marseille Provence flygplats, belägen i Marignane. Staden har även en stor järnvägsstation, Gare de Marseille-Saint-Charles, öppnad 1848.

## Kultur
Marseille var Europas kulturhuvudstad 2013, tillsammans med Košice i Slovakien. I samband med kulturhuvudstadsåret genomfördes en större upprustning av stadens offentliga miljöer och kulturinstitutioner, bland annat genom öppnandet av det nya Medelhavsetnografiska museet MuCEM.

## Vänorter
Marseille har följande vänorter:
- Abidjan, Elfenbenskusten, sedan 10 juli 1958
- Antwerpen, Belgien, sedan 10 juli 1958
- Dakar, Senegal, sedan 23 juni 1968
- Genua, Italien, sedan 10 juli 1958
- Glasgow, Storbritannien, sedan 11 december 2006
- Haifa, Israel, sedan 10 juli 1958
- Hamburg, Tyskland, sedan 10 juli 1958
- Kobe, Japan, sedan 2 juli 1961
- Köpenhamn, Danmark, sedan 10 juli 1958
- Marrakech, Marocko, sedan 17 maj 2004
- Odessa, Ukraina, sedan 5 maj 1972
- Pireus, Grekland, sedan 23 juni 1984
- Shanghai, Kina, sedan 26 oktober 1987

## Sport
Olympique de Marseille är ett av Frankrikes mest framgångsrika fotbollslag, med nio vunna franska mästerskap. Stade Marseillais Université Club har varit framgångsrikt i flera sport, bland annat handboll.